# Третьяков, Роберт Степанович
Ро́берт Степа́нович Третьяко́в (укр. Роберт Степанович Третьяков; 26 февраля 1936, Пермь — 10 ноября 1996, Харьков) — советский и украинский поэт. Член Союза писателей Украины с 1962 года.

## Биография
Роберт Третьяков родился в семье военнослужащего. Русский. С 1944 года жил на Украине.
В 1958 году окончил факультет журналистики Киевского университета.
Работал в Харькове в газетах «Ленинская смена», «Вечерний Харьков», заведовал отделом поэзии в журнале «Прапор» («Березіль»).
23 ноября 2000 года в Харькове на доме по улице Скрипника, где в 1957—1996 годах жил и работал Третьяков, была открыта мемориальная доска. Барельеф работы скульптора Алексея Огородника отлит на средства друзей поэта.

## Творчество
Печатался с 1955 года.
Издал сборники стихов:
- «Звёздность» (1961),
- «Палитра» (1965),
- «Портреты» (1967),
- «Поэзии» (1971),
- «Нежные росстани» (1972),
- «Меридианы сквозь сердце» (1975),
- «Осеннее вскрытие» (1980),
- «Поэзии» (1986)
- «Тебе» (1991).

Поэзия Роберта Третьякова преисполнена пафоса утверждения правды и добра как высочайших моральных ценностей, уважения к человеку. По характеру своего творчества Третьяков принадлежал в 1950-х — 1960-х годах к шестидесятникам. Будучи этническим русским и рождённым в России, писал на украинском языке.

## Премии
За сборник «Меридианы сквозь сердце» Третьяков удостоен премии имени Павла Тычины «Чувство единой семьи» (1977).
Лауреат Харьковской областной премии имени Героя Советского Союза Александра Зубарева.